# Ceratina breviceps
Ceratina breviceps är en biart som beskrevs av Michener 1954. Ceratina breviceps ingår i släktet märgbin, och familjen långtungebin. Inga underarter finns listade i Catalogue of Life.